# Trebiskyita
La trebiskyita és un mineral de la classe dels òxids. Rep el nom en honor del Sr. Tom Trebisky, (1952-) micromuntador i col·leccionista de minerals de Tucson, Arizona, qui va recollir material tipus.

## Característiques
La trebiskyita és un òxid de fórmula química Na₃Mg₂[TiV₉O₂₈]·22H₂O. Va ser aprovada com a espècie vàlida per l'Associació Mineralògica Internacional l'any 2020, i publicada en el mes de gener de 2024. Cristal·litza en el sistema monoclínic.
Les mostres que van servir per a determinar l'espècie, el que es coneix com a material tipus, es troben conservades a les col·leccions mineralògiques del Museu d'Història Natural del Comtat de Los Angeles, a Los Angeles (Califòrnia) amb el número de catàleg: 74521, 74522, 74523 i 74524.

## Formació i jaciments
Va ser descoberta a la mina Pickett Corral, Districte miner d'Uravan, Comtat de Montrose, Colorado, Estats Units. Aquesta mina estatunidenca és l'únic indret de tot el planeta on ha estat descrita aquesta espècie mineral.